# Cantón de Lasseube
El cantón de Lasseube era una división administrativa francesa, situada en el departamento de los Pirineos Atlánticos y la región Aquitania.

## Composición
El cantón de Lasseube incluía cinco comunas:
- Aubertin
- Estialescq
- Lacommande
- Lasseube
- Lasseubetat

## Supresión del cantón de Lasseube
En aplicación del Decreto n.º 2014-248 de 25 de febrero de 2014 el cantón de Lasseube fue suprimido el 22 de marzo de 2015 y sus cinco comunas pasaron a formar parte, tres del nuevo cantón de Santa María de Olorón-2, una del nuevo cantón de Corazón de Bearne y una del nuevo cantón de Billère y Laderas de Jurançon.